# Wildflower (telenovela, 2017)
Pour les articles homonymes, voir Wildflower.
Wildflower (Fleur sauvage) est une telenovela philippine mettant en vedette Maja Salvador. Elle a été diffusée entre le 13 février 2017 et le 9 février 2018 sur ABS-CBN.En Afrique elle fut diffusée en anglais en 2018 sur Novela E+, puis rediffusée en version française sur Novela F Plus depuis le 1er juin 2019 sous le titre "Fleur sauvage".

Elle est diffusée sur le réseau Outre-mer La Première (réseau) à partir de la rentrée 2019.

## Synopsis
L'histoire tourne autour de Lily Cruz, une fille qui, elle-même et sa famille, ont été victimes de l'impitoyable famille Ardiente. Emilia Torillo, la matriarche de la famille Ardiente, a ordonné à un assassin de tuer Camia Cruz et Dante Cruz, les parents de Lily. À l'insu d'Emilia, Lily a survécu au massacre et a été amenée et adoptée par Prianka Aguas, une femme d'affaires milliardaire. Lily change alors d'identité en Ivy Aguas, une femme volontaire. Elle retourne ensuite à Poblacion Ardiente en tant que Ivy Aguas et envisage de venger ses parents, ainsi que tous les autres, qui ont été victimes de la mauvaise famille Ardiente.

## Distribution

### Rôles principaux
- Maja Salvador : Ivy Lily P. Aguas (saisons 1 à 4)
- Tirso Cruz III : Julio Ardiente (saisons 1 à 4)
- Zsa Zsa Padilla : Helena Montoya (saison 3, special guest; saison 4, principale) / Red Dragon (saison 3, special guest; saison 4, principale)
- Aiko Melendez : Emilia Ardiente-Torillo (saisons 1 à 4)
- Joseph Marco : Diego Torillo (saison 1, secondaire; saisons 2 à 4, principale)
- Sunshine Cruz : Camia Delos Santos-Cruz / Jasmine (saison 1)
- Wendell Ramos : Raul Torillo (saisons 1 à 4) / Fake Jaguar (saisons 2 à 4)
- RK Bagatsing : Arnaldo Ardiente Torillo (saison 1, secondaire; saisons 2 à 4, principale)
- Vin Abrenica : Jepoy Madrigal (saison  1, secondaire; saisons 2 à 4, principale)
- Yen Santos : Rosana "Ana" Navarro-Madrigal (saisons 2 à 3, secondaire; saison 4, principale) / Fake Lily Cruz (saisons 2 et 3, secondaire)
- Christian Vasquez : Atty. Dante Cruz (saisons 1 à 4, special guest) / Damian Cruz (saison 3, secondaire; saison 4, principale) / Real Jaguar (saison 3, secondaire; saison 4, principale)
- Roxanne Barcelo : Natalie Alcantara (saisons 1 à 3, secondaire; saison 4, principale)
- Miko Raval : Marlon Cabrera (saisons 2 et 3, secondaire; saison 4, principale)

### Rôles de soutien
- Malou de Guzman : Lorena "Loring" Cervantes (saisons 1 à 3)
- Bodjie Pascua : Leopando "Pandoy" Cervantes (saisons 1 à 3)
- Isay Alvarez-Seña : Clarita "Claire" De Guzman (saisons 1 à 3)
- Ana Abad Santos : Carlotta Navarro (saisons 1 et 2, secondaire; saison 4, special guest)
- Chinggoy Alonzo : Pablo Alcantara (saison 1)
- Jett Pangan : William Alvarez (saison 1)
- Arnold Reyes : Arthur Vergara
- Shiela Valderrama : Atty. Georgina Fisher
- Richard Quan : Col. Jose Sanggano (saison 3)
- Bobby Andrews : Mateo Ruiz (saisons 3 et 4)
- Alma Concepcion : Divine Oytengco (saison 3)
- Maika Rivera : Stefanie Oytengco (saison 3)
- Mark Rafael Bringas : John Gonzalez (saison 3)
- Victoria Konefal : Vanessa Brady (saison 3)
- Olivia Rose Keegan : Barbie Brady (saison 3)
- Robert Scott Wilson : Joshua Weston (saison 3)
- Kate Mansi : Kristine Horton (saison 3)
- Camila Banus : Kelley Hernandez (saison 3)
- Billy Flynn : Jake Dimera (saison 3)
- Lucas Adams : Jerry (saison 3)
- Biboy Ramirez : Jude Asuncion (saison 3)
- Nina Ricci Alagao : Mercedes Palacio (saison 3)
- Jun Urbano : Ramon Lim (North) (saison 3)
- Bernard Laxa : Silverio Victoria (East) (saison 3)
- Bong Regala : Carlos Isidro (West) (saison 3)
- Matthew Mendoza : Oscar Evangelista (South) (saison 3)
- Dawn Chang : Maila Lomeda / Ms. Moran (saisons 3 et 4)
- Jeffrey Santos : Col. Magbanua (saisons 3 et 4)
- Jong Cuenco : Judge Manuel Lustre (saisons 3 et 4)
- Michael Flores : Agent Noel Salonga (saisons 3 et 4)

### Rôles récurrents
- Raul Montessa : Fernan Naig
- Vivo Ouano : Raul's ally (saisons 2 à 4)
- June Macasaet : Raul's ally (saisons 2 à 4)
- Prince De Guzman : Raul's ally (saisons 2 à 4)
- Angelo Ilagan : Raul's ally (saisons 2 à 4)
- Menggie Cobarubias : Atty. Sebastian (saison 3)
- Justin Cuyugan : Mr. Paterno (saisons 3 et 4)
- Alex Castro : Rufo Cruz (saison 3)
- Carlos Morales : Romulo
- Zeus Collins : Damian's ally (saisons 3 et 4)
- Luis Hontiveros : Damian's ally (saisons 3 et 4)
- Lito Pimentel : Cong. Ruel Cansiao (saison 3)
- Richard Lopez (saison 3)
- Alvin Nakassi (saison 3)
- Vanessa Wright (saison 3)
- Kris Janson (saison 3)
- Epi Quizon : Stefano dela Torre (saison 4)
- Jojo Riguerra (saisons 1 à 4)

### Guest stars
- Johnny Revilla (saison 1)
- Precious Lara Quigaman : Rosario (saison 1)
- Carla Martinez : Hon. Alice Rivera (saison 1)
- Sans crédits : Maria (saison 1)
- Rodolfo Madrigal Jr. : Portunato "Pot" David (saison 2)
- Anthony Taberna : Himself (saison 2)
- Dolores Bunoan : Belen (saison 2)
- Rolly Innocencio : Witness (saison 2)
- Juan Rodrigo : Ramon Montoya (saison 3)
- Victor Silayan : Enrique (saison 3)
- Christopher Roxas : Apollo (saison 3)
- Matrica Mae Centino : Montona (saison 3)
- Allan Paule : Ben (saison 4)
- Gio Alvarez : Ronald (saison 4)
- Tess Antonio : Edna (saison 4)
- Gerald Pizarrras : Efren (saison 4)

### Special guest stars
- Priscilla Meirelles : Prianka Patil-Aguas (saison 1)
- Pinky Amador : Esmeralda De Guzman-Ardiente (saison 1)
- Xyriel Manabat :  Lily Jeune /Ivy P. Aguas (saison 1)
- Ejay Falcon (saison 1) / Patrick Garcia (saison 3) : Julio Ardiente Jeune (saisons 1 et 3)
- Jesse James Ongteco : Diego Torillo Jeune (saison 1)
- Izzy Canillo : Arnaldo Ardiente Torillo Jeune (saison 1)
- Azi Villanueva : Diego Torillo Jeune (saison 1)
- Kyline Alcantara / Jennica Garcia : Emilia Ardiente Jeune (saison 2)
- Joseph Andre Garcia : Raul Torillo Jeune (saison 2)
- Mutya Orquia : Rosana "Ana" Navarro Jeune (saison 2)
- Ellen Adarna : Esmeralda De Guzman-Ardiente Jeune (saison 2)
- Emmanuelle Vera : Helena Montoya Jeune (saison 2) / Red Dragon (saison 3)
- Karylle : Venus (saison 4)